# Claudio Gonzalez
Claudio Gonzales é um ator e diretor chileno.

## Filmografia

### Televisão
| Televisão | Televisão       | Televisão                   | Televisão |
| Ano       | Telessérie      | Papel                       |           |
| --------- | --------------- | --------------------------- | --------- |
| 1998      | Amandote        | Ismael Fuentes              |           |
| 1999      | La fiera        | Jose Luis "Cote" Rivas      |           |
| 2000      | Romané          | Ianko                       |           |
| 2001      | Pampa Ilusión   | Rómulo Verdugo              |           |
| 2003      | Puertas adentro | Mario "Bakán" Castro        |           |
| 2005      | Mitú            | Roberto Castro "El Máquina" |           |
| 2006      | Montecristo     | Fiscal Patricio Tamargo     |           |
| 2011      | Esperanza       | Luis Reyes                  |           |

### Cinema
- La Colonia (Mega,2011) - Marinao Huanquileo